# Мішель Докері
Сюзанна Мішель Докері (нар. 15 грудня 1981 року) — англійська акторка та співачка (джазвумен). Найбільш відома ролілю Леді Мері Кроулі в драматичному телесеріалі «Абатство Даунтон» (2010-15), за яку номінована на три премії «Еммі» в категорії Видатна жіноча роль у драматичному серіалі, і «Золотий глобус», нагороду у номінації. У 2007 році за роль Елізи Дуліттл у лондонському відродженні «Пігмаліону» номінована на Evening Standard Awards. За роль у п'єсі Стомлені сонцем 2009 року отримала премію Олів'є в номінації Найкраща акторка. Її інші значні здобутки — ролі у фільмах  «Стовпи суспільства» (2005) і «Гамлет» (2010). Вона також з'явилася у фільмах «Ханна» (2011), Анна Кареніна (2012) і нон-стоп (2014).

## Раннє життя
Народилася в Лондоні, у сім'ї Лорен (до шлюбу Вїттон) і Майкла Френсіс Докері, колишнього ірландського водія вантажівки і пізніше аналітика довкілля. Виросла в Ромфорді, у Східному Лондоні.
У інтерв'ю в Parade, що якби запитали її батьків, коли вона почала виступати, вони відповіли б, коли їй було 2 чи 3 роки. «Від настільки юного віку я любила розважатись, перевтілюючись в якісь ролі і граючи з моїми сестрами», — говорить Докері. «Воно завжди було в мені і я це любила». Вона пам'ятає, як у 9 років виступала для членів сім'ї, коли вони прийшли в гості.
Після відмінно складеного іспиту вступила в Ґілдголську школу музики і драми, де під час випуску була нагороджена золотою медаллю за акторську майстерність у 2004 році.

## Професійна діяльність

### Сцена
Докері входила до Національного молодіжного театру. Професійно дебютувала у виставі «Темні матерії» у Королівському Національному театрі в 2004 році. У 2006 році номінована на премію Іена Чарльсона за роль Діни Дорф у «Стовпи громади» в Національному театрі. З'явилася у «Стомлені сонцем» в Національному театрі, за який отримала премію Олів'є в номінації за Кращу жіночу роль.
Докері отримала другу премію на церемонії вручення премії Яна Чарльзона за роль Елізи Дуліттл у постановці Пітера Голла «Пігмаліон» у Королівському театрі в Баті, яка гастролювала у Великій Британії та була перенесена в «Олд Вік» у 2008 році, і за ту ж постановку була номінована як найкраща початківиця на Evening Standard Awards 2008.
У 2010 році виконала роль Офелії в Гамлеті в театрі Крусібл поряд з Джоном Сіммом.

### Кіно і телебачення
На телебаченні Мішель Докері дебютувала роллю Бетті в Fingersmith в 2005 році. У 2006 році знялася в ролі Сьюзен Сто-Геліт у двох частинах екранізації роману Террі Пратчетта Hogfather. У 2008 році грає Кетрін в The Red Riding Trilogy і другорядну роль замученої жертви зґвалтування Джемми Моррісон у серіалі Ходячі мерці. У 2009 році вона з'явилася у двох частинах різдвяного випуску телесеріалу Кренфорд спеціально для Бі-бі-сі, також знялась як протагоністка, молода гувернантка, в модернізованому The Turn of the Screw зі своїм майбутнім колегою по зйомках у серіалі Абатство Даунтон, Деном Стівенсом, в ролі її психіатра.
Докері здобула широку популярність в 2010 році, зігравши Леді Мері Кроулі в серіалі Джуліана Феллоуза — Абатство Даунтон. Абатство даунтон був знятий в лютому–серпні 2010-15. Серіал транслювався на ITV у вересні–листопаді. За роль Леді Мері Кроулі Докері отримала три поспіль премії «Еммі» в номінації "За найкращу жіночу роль в драматичному серіалі" — у 2012, 2013, і 2014 роках. Вона також отримала «Золотий глобус» у 2013 році.
Перша роль Докері на великому екрані - Фолс Марісса в Ханна (2011). У 2012 році вона з'явилася як княгиня М'ягка в екранізації «Анна Кареніна» у співпраці з Шарлоттою Ремплінг у двох частинах інсценування шпигунського трилера Вільяма Бойда «Restless» на Бі-бі-сі Один. У січні 2014 року, вона з'явилася в бойовику Повітряний маршал разом із Ліам Нісон, Джуліанна Мур, і Лупі Ніонго.
У 2014 році Докері стала співробітницею Гілдголлської школи на знак визнання її досягнень у галузі телебачення. У 2014 році Мішель Докері була внесена у список «Санді Таймс» 500 найвпливовіших людей Великої Британії.
Восени 2016 року Докері почала виконувати головну роль в американському серіалі Хороша поведінка.
У 2017 році Докері знімалася з Джимом Бродбентом, Шарлоттою Ремплінг, Гаррієт Волтер і Емілі Мортімер у британському фільмі «The Sense of an Ending», в ролі Сьюзі Вебстер, дочки Тоні Вебстера (Джим Бродбент), яка живе в тихій беззаперечній самотності, поки не стикається з таємницями свого минулого. «Цей фільм — чудова екранізація книги, яку я люблю. І я вхопилася за шанс попрацювати з режисером Ритеша Батра, який до того ж знімався в Ланчбоксі (2013)», — пояснює Докері.

## Фільмографія

### Фільм
| Рік  | Назва                                                | Роль                  | Примітки               |
| ---- | ---------------------------------------------------- | --------------------- | ---------------------- |
| 2010 | Спойлер                                              | Дівчина Гот           | Короткометражний фільм |
| 2010 | Відтінки бежевого                                    | Джоді                 | Короткометражний фільм |
| 2011 | Ханна                                                | Помилкові Марісса     |                        |
| 2012 | Поза часом                                           | Крістін               | Короткометражний фільм |
| 2012 | Анна Кареніна                                        | Княгиня М'ягка        |                        |
| 2012 | Вірш..                                               | Оповідачка            | Голос                  |
| 2012 | Ангельські голоси: співучі собору Солсбері           | Оповідачка            | Документальний фільм   |
| 2014 | Нон-Стоп                                             | Ненсі Гоффман         |                        |
| 2014 | Жорстка Справедливість                               | Конні Важко           | Короткометражний фільм |
| 2015 | Self/less. Ціна безсмертя                            | Клер Гейл             |                        |
| 2015 | Багато Красивих Речей                                | Голос Лілії Рисак     | Документальний фільм   |
| 2015 | Район нулю: що ховається всередині смартфона біженця | Оповідачка            | Документальний фільм   |
| 2017 | Відчуття завершеності                                | Сьюзі Вебстер         |                        |
| 2019 | Абатство Даунтон                                     | Леді Мері Телбот      |                        |
| 2019 | Джентльмени                                          | Розалінд «Роз» Пірсон |                        |
| 2021 | Абатство Даунтон 2                                   | леді Мері Телбот      |                        |
| 2023 | Пробивний чувак                                      | Мелані Ван Дер Кой    |                        |
| 2024 | Тут і зараз                                          | місіс Хартер          |                        |
| 2025 | Небезпечний рейс                                     | Меделін Гарріс        |                        |

### Телебачення
| Year         | Title                                    | Role                     | Notes                       |
| ------------ | ---------------------------------------- | ------------------------ | --------------------------- |
| 2005         | Fingersmith                              | Betty                    | TV series                   |
| 2006         | Hogfather                                | Susan/Death of Rats      | Television film             |
| 2007         | Consent                                  | Television film          |                             |
| 2007         | Dalziel and Pascoe                       | Aimee Hobbs              | 2 episodes                  |
| 2008         | Heartbeat                                | Sue Padgett              | Episode: «Take Three Girls» |
| 2008         | Poppy Shakespeare                        | Dawn                     | Television film             |
| 2009         | Red Riding: In the Year of Our Lord 1974 | Kathryn Taylor           | Television film             |
| 2009         | Red Riding: In the Year of Our Lord 1983 | Kathryn Taylor           | Television film             |
| 2009         | The Courageous Heart of Irena Sendler    | Ewa Rozenfeld            | Television film             |
| 2009         | The Turn of the Screw                    | Ann                      | Television film             |
| 2009         | Waking the Dead                          | Gemma Morrison           | 2 episodes                  |
| 2009         | Return to Cranford                       | Erminia Whyte            | 2 episodes                  |
| 2010–15      | Downton Abbey                            | Lady Mary Crawley        | Main Cast; 52 episodes      |
| 2012         | Restless                                 | Ruth Gilmartin           | Miniseries                  |
| 2012         | American Dad!                            | Margaret Watkins         | Voice 1 episode             |
| 2012         | Henry IV, Parts I and II                 | Lady Kate Percy          | Television film             |
| 2013         | Family Guy                               | British Woman            | Voice 1 episode             |
| 2015         | Japan: Earth's Enchanted Islands         | Narrator                 | BBC2 Documentary Series     |
| 2016–present | Good Behavior                            | Letty Raines             | Main cast; 10 episodes      |
| 2017         | Angie Tribeca                            | Victoria Nova            | 1 episode                   |
| 2017         | Godless                                  | Alice Fletcher           | 7 episodes                  |
| 2019         | Tuca & Bertie                            | Lady Netherfield (voice) | Episode: «The Deli Guy»     |
| 2020         | Defending Jacob                          | Laurie Barber            | Miniseries; 8 episodes      |
| 2022         | Анатомія скандалу                        | Кейт Вудкрофт            | Miniseries; 6 episodes      |

### Сцена
| Рік       | Назва                       | Роль             | Примітки                   |
| --------- | --------------------------- | ---------------- | -------------------------- |
| 2004      | Його Темні Матеріали        | Джессі           | Національний Театр         |
| 2005      | Генріх IV, частини I & II в | Перевізниця      | Національний Театр         |
| 2005      | Інспектор ООН               | Активістка       | Національний Театр         |
| 2005      | Стовпи суспільства          | Діна             | Національний Театр         |
| 2007      | Вмираю                      | Клеопатра        | Театр Almeida              |
| 2007      | Пігмаліон                   | Еліза Дулітл     | Тур по Великій Британії    |
| 2008      | Дядько Ваня                 | Олена            | Тур по Великій Британії    |
| 2008      | Пігмаліон                   | Еліза Дулітл     | Старий Театр Віка          |
| 2009      | Стомлені сонцем             | Маруся           | Національний Театр         |
| 2010      | Гамлет                      | Офелія           | Театр Крусибл, Шеффілд     |
| 2017-2018 | Мережа                      | Діана Крістенсен | Національний Театр, Лондон |

## Нагороди та номінації
| Year | Award                                         | Category                                                    | Nominated work       | Result    |
| ---- | --------------------------------------------- | ----------------------------------------------------------- | -------------------- | --------- |
| 2005 | Ian Charleson Awards                          | Best Actress                                                | Pillars of Community | Номінація |
| 2007 | Ian Charleson Awards                          | Best Performance by an Actor — 2nd Prize                    | Pygmalion            | Перемога  |
| 2008 | Evening Standard Award                        | Outstanding Newcomer                                        | Pygmalion            | Номінація |
| 2010 | Laurence Olivier Award                        | Best Actress in a Supporting Role                           | Burnt by the Sun     | Номінація |
| 2011 | Monte-Carlo Television Festival               | Outstanding Actress Drama Series                            | Downton Abbey        | Номінація |
| 2012 | Monte-Carlo Television Festival               | Outstanding Actress Drama Series                            | Downton Abbey        | Номінація |
| 2012 | Critics' Choice Television Award              | Best Drama Actress                                          | Downton Abbey        | Номінація |
| 2012 | Glamour Awards                                | Editor's Special Award                                      | Н/Д                  | Перемога  |
| 2012 | Primetime Emmy Awards                         | Outstanding Lead Actress in a Drama Series                  | Downton Abbey        | Номінація |
| 2012 | Satellite Awards                              | Satellite Award for Best Actress — Television Series Drama  | Downton Abbey        | Номінація |
| 2013 | Golden Globe Award                            | Best Actress — Television Series Drama                      | Downton Abbey        | Номінація |
| 2013 | Screen Actors Guild Award                     | Outstanding Performance by a Female Actor in a Drama Series | Downton Abbey        | Номінація |
| 2013 | Screen Actors Guild Award                     | Outstanding Performance by an Ensemble in a Drama Series    | Downton Abbey        | Перемога  |
| 2013 | Primetime Emmy Awards                         | Outstanding Lead Actress in a Drama Series                  | Downton Abbey        | Номінація |
| 2013 | Huading Awards                                | Best Global Actress                                         | Downton Abbey        | Перемога  |
| 2013 | Online Film and Television Association Awards | Best Actress in a Drama Series                              | Downton Abbey        | Номінація |
| 2014 | Primetime Emmy Awards                         | Outstanding Lead Actress in a Drama Series                  | Downton Abbey        | Номінація |
| 2014 | Screen Actors Guild Award                     | Outstanding Performance by an Ensemble in a Drama Series    | Downton Abbey        | Перемога  |
| 2015 | Harper's Bazaar Women of the Year Awards      | Television Icon Award                                       | Н/Д                  | Перемога  |
| 2015 | Screen Actors Guild Award                     | Outstanding Performance by an Ensemble in a Drama Series    | Downton Abbey        | Перемога  |
| 2016 | Screen Actors Guild Award                     | Outstanding Performance by an Ensemble in a Drama Series    | Downton Abbey        | Номінація |